# Будевейн Зенден
Будевейн Зенден (нід. Boudewijn Zenden МФА: [ˈbʌu̯dəˌʋɛi̯n ˈzɛndə(n)], нар. 15 серпня 1976, Маастрихт) — нідерландський футболіст, півзахисник.
Насамперед відомий виступами за клуб ПСВ, а також національну збірну Нідерландів.
Володар Кубка Нідерландів. Дворазовий володар Суперкубка Нідерландів. Чемпіон Нідерландів. Чемпіон Іспанії. Володар Кубка англійської ліги. Володар Кубка Англії. Володар Суперкубка Англії з футболу. Володар Суперкубка УЄФА.

## Клубна кар'єра
Народився 15 серпня 1976 року в місті Маастрихт. Вихованець футбольної школи клубу ПСВ. Дорослу футбольну кар'єру розпочав 1993 року в основній команді того ж клубу, в якій провів п'ять сезонів, взявши участь у 109 матчах чемпіонату.  Більшість часу, проведеного у складі ПСВ, був основним гравцем команди. За цей час виборов титул володаря Кубка Нідерландів, ставав володарем Суперкубка Нідерландів (двічі), чемпіоном Нідерландів.
Згодом з 1998 по 2009 рік грав у складі команд клубів «Барселона», «Челсі», «Мідлсбро», «Ліверпуль» та «Олімпік» (Марсель). Протягом цих років додав до переліку своїх трофеїв титул чемпіона Іспанії, ставав володарем Кубка англійської ліги, володарем Кубка Англії, володарем Суперкубка Англії з футболу, володарем Суперкубка УЄФА.
Завершив професійну ігрову кар'єру у клубі «Сандерленд», за команду якого виступав протягом 2009—2011 років.

## Виступи за збірну
У 1997 році дебютував в офіційних матчах у складі національної збірної Нідерландів. Протягом кар'єри у національній команді, яка тривала 8 років, провів у формі головної команди країни 54 матчі, забивши 7 голів.
У складі збірної був учасником чемпіонату світу 1998 року у Франції, чемпіонату Європи 2000 року в Бельгії та Нідерландах, чемпіонату Європи 2004 року в Португалії.

## Титули і досягнення

### Командні
- Володар Кубка Нідерландів (1):

ПСВ:  1995–96
- Володар Суперкубка Нідерландів (2):

ПСВ:  1996, 1997
- Чемпіон Нідерландів (1):

ПСВ:  1996–97
- Чемпіон Іспанії (1):

«Барселона»:  1998–99
- Володар Кубка англійської ліги (1):

«Мідлсбро»:  2003–04
- Володар Кубка Англії (1):

«Ліверпуль»:  2005–06
- Володар Суперкубка Англії з футболу (1):

«Ліверпуль»:  2006
- Володар Суперкубка УЄФА (1):

«Ліверпуль»:  2005

### Особисті
- Футболіст року в Нідерландах: 1997